# 杜蕾斯
杜蕾斯（Durex）是全球知名的避孕套品牌，其英文名稱取自Durability、Reliability及Excellence（即耐用、可靠与卓越），由利潔時制造，其产品具有超薄等減低因為穿上避孕套而減少性刺激的特点。另外，於2007年，杜蕾斯推出了專門為到13至16歲青少年設計的避孕套。
該公司每年特別針對性生活題材，作出全球性調查。它原屬SSL國際集團，2010年被利潔時收購。

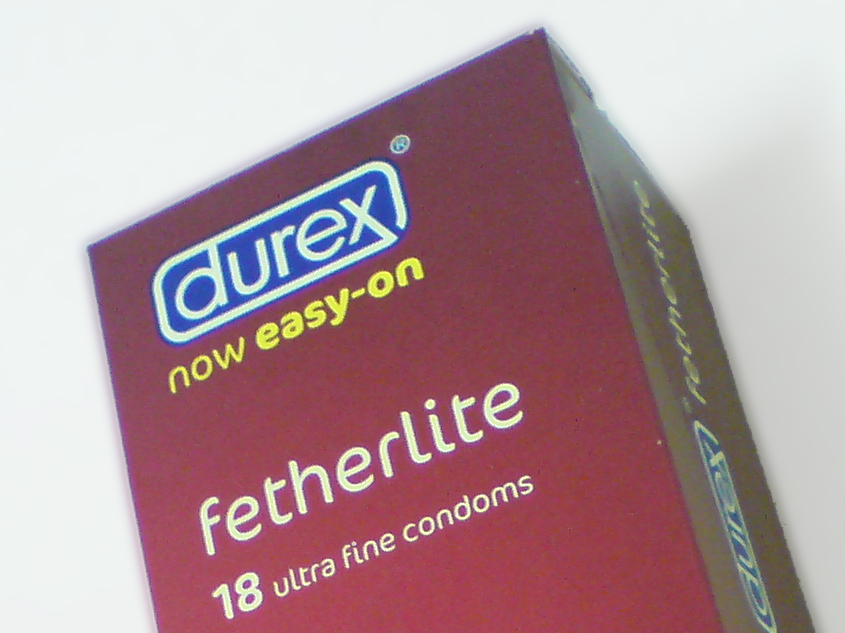
英国的杜蕾斯包装盒。

## 竞争品牌
- 岡本
- 相模
- 不二乳膠
- 杰士邦